# Masahiro Kazuma
Masahiro Kazuma (jap. 數馬 正浩 Kazuma Masahiro; ur. 22 czerwca 1982) – japoński piłkarz występujący na pozycji obrońcy.

## Kariera klubowa
Od 2001 do 2008 roku występował w klubach Yokohama F. Marinos, Vegalta Sendai i Japan Soccer College.